# Mastodon (Band)/Diskografie
Diese Diskografie ist eine Übersicht über die musikalischen Werke der US-amerikanischen Progressive-Metal/Sludge-Band Mastodon. Den Schallplattenauszeichnungen zufolge hat sie bisher mehr als 120.000 Tonträger verkauft. Ihre erfolgreichsten Veröffentlichungen sind die Studioalben Blood Mountain und Crack the Skye mit jeweils über 60.000 verkauften Einheiten.

## Alben

### Studioalben
| Jahr | Titel Musiklabel                         | Höchstplatzierung, Gesamtwochen, AuszeichnungChartplatzierungen (Jahr, Titel, Musiklabel, Platzierungen, Wochen, Auszeichnungen, Anmerkungen) | Höchstplatzierung, Gesamtwochen, AuszeichnungChartplatzierungen (Jahr, Titel, Musiklabel, Platzierungen, Wochen, Auszeichnungen, Anmerkungen) | Höchstplatzierung, Gesamtwochen, AuszeichnungChartplatzierungen (Jahr, Titel, Musiklabel, Platzierungen, Wochen, Auszeichnungen, Anmerkungen) | Höchstplatzierung, Gesamtwochen, AuszeichnungChartplatzierungen (Jahr, Titel, Musiklabel, Platzierungen, Wochen, Auszeichnungen, Anmerkungen) | Höchstplatzierung, Gesamtwochen, AuszeichnungChartplatzierungen (Jahr, Titel, Musiklabel, Platzierungen, Wochen, Auszeichnungen, Anmerkungen) | Höchstplatzierung, Gesamtwochen, AuszeichnungChartplatzierungen (Jahr, Titel, Musiklabel, Platzierungen, Wochen, Auszeichnungen, Anmerkungen) | Anmerkungen                                                        |
| Jahr | Titel Musiklabel                         | DE | AT | CH | UK | US | Rock | Anmerkungen                                                        |
| ---- | ---------------------------------------- | --- | --- | --- | --- | --- | --- | ------------------------------------------------------------------ |
| 2002 | Remission Relapse Records                | — | — | — | — | — | — | Erstveröffentlichung: 28. Mai 2002                                 |
| 2004 | Leviathan Relapse Records                | — | — | — | — | US139 (1 Wo.)US | — | Erstveröffentlichung: 31. August 2004                              |
| 2006 | Blood Mountain Reprise Records           | DE96 (3 Wo.)DE | — | — | UK46 Silber · (2 Wo.)UK | US32 (4 Wo.)US | Rock15 (1 Wo.)Rock | Erstveröffentlichung: 12. September 2006 Verkäufe: + 60.000        |
| 2009 | Crack the Skye Reprise Records           | DE36 (2 Wo.)DE | AT42 (1 Wo.)AT | CH58 (1 Wo.)CH | UK34 Silber · (1 Wo.)UK | US11 (10 Wo.)US | Rock4 (6 Wo.)Rock | Erstveröffentlichung: 24. März 2009 Verkäufe: + 60.000             |
| 2011 | The Hunter Reprise Records               | DE20 (2 Wo.)DE | AT23 (1 Wo.)AT | CH23 (3 Wo.)CH | UK19 (2 Wo.)UK | US10 (3 Wo.)US | Rock5 (8 Wo.)Rock | Erstveröffentlichung: 27. September 2011                           |
| 2014 | Once More ’Round the Sun Reprise Records | DE16 (3 Wo.)DE | AT23 (3 Wo.)AT | CH13 (4 Wo.)CH | UK10 (3 Wo.)UK | US6 (5 Wo.)US | Rock1 (5 Wo.)Rock | Erstveröffentlichung: 24. Juni 2014                                |
| 2017 | Emperor of Sand Reprise Records          | DE11 (2 Wo.)DE | AT11 (1 Wo.)AT | CH13 (1 Wo.)CH | UK11 (2 Wo.)UK | US7 (3 Wo.)US | Rock1 (5 Wo.)Rock | Erstveröffentlichung: 31. März 2017 # 12 der deutschen Vinylcharts |
| 2021 | Hushed and Grim Reprise Records          | DE10 (4 Wo.)DE | AT7 (1 Wo.)AT | CH7 (3 Wo.)CH | UK14 (1 Wo.)UK | US20 (1 Wo.)US | Rock2 (1 Wo.)Rock | Erstveröffentlichung: 29. Oktober 2021                             |

grau schraffiert: keine Chartdaten aus diesem Jahr verfügbar

### Livealben
| Jahr | Titel Musiklabel                   | Höchstplatzierung, Gesamtwochen, AuszeichnungChartplatzierungen (Jahr, Titel, Musiklabel, Platzierungen, Wochen, Auszeichnungen, Anmerkungen) | Höchstplatzierung, Gesamtwochen, AuszeichnungChartplatzierungen (Jahr, Titel, Musiklabel, Platzierungen, Wochen, Auszeichnungen, Anmerkungen) | Höchstplatzierung, Gesamtwochen, AuszeichnungChartplatzierungen (Jahr, Titel, Musiklabel, Platzierungen, Wochen, Auszeichnungen, Anmerkungen) | Höchstplatzierung, Gesamtwochen, AuszeichnungChartplatzierungen (Jahr, Titel, Musiklabel, Platzierungen, Wochen, Auszeichnungen, Anmerkungen) | Höchstplatzierung, Gesamtwochen, AuszeichnungChartplatzierungen (Jahr, Titel, Musiklabel, Platzierungen, Wochen, Auszeichnungen, Anmerkungen) | Höchstplatzierung, Gesamtwochen, AuszeichnungChartplatzierungen (Jahr, Titel, Musiklabel, Platzierungen, Wochen, Auszeichnungen, Anmerkungen) | Anmerkungen                          |
| Jahr | Titel Musiklabel                   | DE | AT | CH | UK | US | Rock | Anmerkungen                          |
| ---- | ---------------------------------- | --- | --- | --- | --- | --- | --- | ------------------------------------ |
| 2011 | Live at the Aragon Reprise Records | — | — | — | — | US71 (1 Wo.)US | Rock16 (1 Wo.)Rock | Erstveröffentlichung: 15. März 2011  |
| 2014 | Live at Brixton Reprise Records    | — | — | — | — | — | — | Erstveröffentlichung: 19. April 2014 |

### Kompilationen
| Jahr | Titel Musiklabel                     | Höchstplatzierung, Gesamtwochen, AuszeichnungChartplatzierungen (Jahr, Titel, Musiklabel, Platzierungen, Wochen, Auszeichnungen, Anmerkungen) | Höchstplatzierung, Gesamtwochen, AuszeichnungChartplatzierungen (Jahr, Titel, Musiklabel, Platzierungen, Wochen, Auszeichnungen, Anmerkungen) | Höchstplatzierung, Gesamtwochen, AuszeichnungChartplatzierungen (Jahr, Titel, Musiklabel, Platzierungen, Wochen, Auszeichnungen, Anmerkungen) | Höchstplatzierung, Gesamtwochen, AuszeichnungChartplatzierungen (Jahr, Titel, Musiklabel, Platzierungen, Wochen, Auszeichnungen, Anmerkungen) | Höchstplatzierung, Gesamtwochen, AuszeichnungChartplatzierungen (Jahr, Titel, Musiklabel, Platzierungen, Wochen, Auszeichnungen, Anmerkungen) | Höchstplatzierung, Gesamtwochen, AuszeichnungChartplatzierungen (Jahr, Titel, Musiklabel, Platzierungen, Wochen, Auszeichnungen, Anmerkungen) | Anmerkungen                              |
| Jahr | Titel Musiklabel                     | DE | AT | CH | UK | US | Rock | Anmerkungen                              |
| ---- | ------------------------------------ | --- | --- | --- | --- | --- | --- | ---------------------------------------- |
| 2006 | Call of the Mastodon Relapse Records | — | — | — | — | — | — | Erstveröffentlichung: 7. Februar 2006    |
| 2008 | Mastodon Relapse Records             | — | — | — | — | — | — | Erstveröffentlichung: 11. November 2008  |
| 2020 | Medium Rarities Reprise Records      | DE91 (1 Wo.)DE | — | CH29 (1 Wo.)CH | — | — | Rock38 (1 Wo.)Rock | Erstveröffentlichung: 11. September 2020 |

### EPs
| Jahr | Titel Musiklabel                             | Höchstplatzierung, Gesamtwochen, AuszeichnungChartplatzierungen (Jahr, Titel, Musiklabel, Platzierungen, Wochen, Auszeichnungen, Anmerkungen) | Höchstplatzierung, Gesamtwochen, AuszeichnungChartplatzierungen (Jahr, Titel, Musiklabel, Platzierungen, Wochen, Auszeichnungen, Anmerkungen) | Höchstplatzierung, Gesamtwochen, AuszeichnungChartplatzierungen (Jahr, Titel, Musiklabel, Platzierungen, Wochen, Auszeichnungen, Anmerkungen) | Höchstplatzierung, Gesamtwochen, AuszeichnungChartplatzierungen (Jahr, Titel, Musiklabel, Platzierungen, Wochen, Auszeichnungen, Anmerkungen) | Höchstplatzierung, Gesamtwochen, AuszeichnungChartplatzierungen (Jahr, Titel, Musiklabel, Platzierungen, Wochen, Auszeichnungen, Anmerkungen) | Höchstplatzierung, Gesamtwochen, AuszeichnungChartplatzierungen (Jahr, Titel, Musiklabel, Platzierungen, Wochen, Auszeichnungen, Anmerkungen) | Anmerkungen                              |
| Jahr | Titel Musiklabel                             | DE | AT | CH | UK | US | Rock | Anmerkungen                              |
| ---- | -------------------------------------------- | --- | --- | --- | --- | --- | --- | ---------------------------------------- |
| 2001 | Slick Leg Reptilian Records                  | — | — | — | — | — | — | Erstveröffentlichung: 2001               |
| 2001 | Lifesblood Relapse Records                   | — | — | — | — | — | — | Erstveröffentlichung: 18. September 2001 |
| 2008 | Oblivion EP Reprise Records                  | — | — | — | — | — | — | Erstveröffentlichung: 3. Dezember 2008   |
| 2010 | Jonah Hex: Revenge Gets Ugly Reprise Records | — | — | — | — | — | — | Erstveröffentlichung: 29. Juni 2010      |
| 2017 | Cold Dark Place Reprise Records              | — | AT36 (1 Wo.)AT | CH44 (1 Wo.)CH | — | US42 (1 Wo.)US | Rock7 (1 Wo.)Rock | Erstveröffentlichung: 22. September 2017 |

grau schraffiert: keine Chartdaten aus diesem Jahr verfügbar

## Singles
| Jahr | Titel Album                   | Höchstplatzierung, Gesamtwochen, AuszeichnungChartplatzierungen (Jahr, Titel, Album, Platzierungen, Wochen, Auszeichnungen, Anmerkungen) | Höchstplatzierung, Gesamtwochen, AuszeichnungChartplatzierungen (Jahr, Titel, Album, Platzierungen, Wochen, Auszeichnungen, Anmerkungen) | Höchstplatzierung, Gesamtwochen, AuszeichnungChartplatzierungen (Jahr, Titel, Album, Platzierungen, Wochen, Auszeichnungen, Anmerkungen) | Höchstplatzierung, Gesamtwochen, AuszeichnungChartplatzierungen (Jahr, Titel, Album, Platzierungen, Wochen, Auszeichnungen, Anmerkungen) | Höchstplatzierung, Gesamtwochen, AuszeichnungChartplatzierungen (Jahr, Titel, Album, Platzierungen, Wochen, Auszeichnungen, Anmerkungen) | Höchstplatzierung, Gesamtwochen, AuszeichnungChartplatzierungen (Jahr, Titel, Album, Platzierungen, Wochen, Auszeichnungen, Anmerkungen) | Anmerkungen                           |
| Jahr | Titel Album                   | DE | AT | CH | UK | US | Rock | Anmerkungen                           |
| ---- | ----------------------------- | --- | --- | --- | --- | --- | --- | ------------------------------------- |
| 2011 | Curl of the Burl The Hunter   | — | — | — | — | — | Rock27 (15 Wo.)Rock | Erstveröffentlichung: 16. August 2011 |
| 2017 | Show Yourself Emperor of Sand | — | — | — | — | — | Rock37 (2 Wo.)Rock | Erstveröffentlichung: 3. Februar 2017 |

Weitere Singles
| Jahr | Titel                              | Album                                           |
| ---- | ---------------------------------- | ----------------------------------------------- |
| 2003 | March of the Fire Ants             | Remission                                       |
| 2004 | Iron Tusk                          | Remission                                       |
| 2005 | Blood and Thunder                  | Leviathan                                       |
| 2006 | Crystal Skull                      | Blood Mountain                                  |
| 2006 | Capillarian Crest                  | Blood Mountain                                  |
| 2006 | The Wolf Is Loose                  | Blood Mountain                                  |
| 2007 | Colony of Birchmen                 | Blood Mountain                                  |
| 2007 | Sleeping Giant                     | Blood Mountain                                  |
| 2009 | Divinations                        | Crack the Skye                                  |
| 2009 | Oblivion                           | Crack the Skye                                  |
| 2011 | Deathbound                         | The Hunter                                      |
| 2011 | Black Tongue                       | The Hunter                                      |
| 2012 | Dry Bone Valley                    | The Hunter                                      |
| 2014 | High Road                          | Once More ’Round the Sun                        |
| 2014 | Chimes at Midnight                 | Once More ’Round the Sun                        |
| 2014 | The Motherload                     | Once More ’Round the Sun                        |
| 2015 | Atlanta                            |                                                 |
| 2015 | Asleep in the Deep                 | Once More ’Round the Sun                        |
| 2016 | White Walker                       |                                                 |
| 2017 | Sultan’s Curse                     | Emperor of Sand; Grammy: Best Metal Performance |
| 2017 | Toe to Toes                        | Cold Dark Place                                 |
| 2019 | Stairway to Nick John              |                                                 |
| 2020 | Fallen Torches                     | Medium Rarities                                 |
| 2021 | Pushing the Tides                  | Hushed and Grim                                 |
| 2021 | Teardrinker                        | Hushed and Grim                                 |
| 2021 | Sickle and Peace                   | Hushed and Grim                                 |
| 2024 | Floods of Triton (mit Lamb of God) | –                                               |

## Videoalben und Musikvideos

### Videoalben
| Jahr | Titel Musiklabel                         | Höchstplatzierung, Gesamtwochen, AuszeichnungChartplatzierungen (Jahr, Titel, Musiklabel, Platzierungen, Wochen, Auszeichnungen, Anmerkungen) | Höchstplatzierung, Gesamtwochen, AuszeichnungChartplatzierungen (Jahr, Titel, Musiklabel, Platzierungen, Wochen, Auszeichnungen, Anmerkungen) | Höchstplatzierung, Gesamtwochen, AuszeichnungChartplatzierungen (Jahr, Titel, Musiklabel, Platzierungen, Wochen, Auszeichnungen, Anmerkungen) | Höchstplatzierung, Gesamtwochen, AuszeichnungChartplatzierungen (Jahr, Titel, Musiklabel, Platzierungen, Wochen, Auszeichnungen, Anmerkungen) | Höchstplatzierung, Gesamtwochen, AuszeichnungChartplatzierungen (Jahr, Titel, Musiklabel, Platzierungen, Wochen, Auszeichnungen, Anmerkungen) | Anmerkungen                            |
| Jahr | Titel Musiklabel                         | DE | AT | CH | UK | US | Anmerkungen                            |
| ---- | ---------------------------------------- | --- | --- | --- | --- | --- | -------------------------------------- |
| 2006 | The Workhorse Chronicles Relapse Records | — | — | — | — | — | Erstveröffentlichung: 21. Februar 2006 |
| 2011 | Live at the Aragon Reprise Records       | — | — | — | — | US71 (1 Wo.)US | Erstveröffentlichung: 15. März 2011    |

### Musikvideos
| Jahr | Titel                  | Regie                                  |
| ---- | ---------------------- | -------------------------------------- |
| 2003 | March of the Fire Ants | Chad Rullman                           |
| 2004 | Iron Tusk              | Chad Rullman                           |
| 2005 | Blood and Thunder      | Jonathan Rej, Tom Bingham              |
| 2006 | Seabeast               | Jonathan Rej, Tom Bingham              |
| 2006 | The Wolf Is Loose      | Jonathan Rej, Tom Bingham              |
| 2006 | Colony of Birchmen     | Jonathan Rej, Tom Bingham              |
| 2006 | Capillarian Crest      | Adam Rothlein                          |
| 2007 | Sleeping Giant         | Roboshobo                              |
| 2009 | Divinations            | Roboshobo                              |
| 2009 | Oblivion               | Roboshobo                              |
| 2011 | Deathbound             | Authority Films                        |
| 2011 | Curl of the Burl       | Roboshobo                              |
| 2012 | Dry Bone Valley        | Tim Biskup                             |
| 2014 | High Road              | Roboshobo                              |
| 2014 | The Motherload         | Jonathan Rej, Tom Bingham              |
| 2015 | Asleep in the Deep     | Skinner                                |
| 2017 | Show Yourself          | Roboshobo                              |
| 2017 | Steambreather          | Essy May & Stevie Gee                  |
| 2018 | Clandestiny            | Ariel Costa                            |
| 2020 | Fallen Torches         | Hey Beautiful Jerk & Machina-Infinitum |
| 2021 | Pushing the Tides      | Lorenzo Diego Carrera                  |
| 2021 | Teardrinker            | Lorenzo Diego Carrera                  |
| 2022 | More Than I Could Chew | Zev Deans                              |

## Promoveröffentlichungen
Splits
| Jahr | Titel Musiklabel                                  | Anmerkungen                                               |
| ---- | ------------------------------------------------- | --------------------------------------------------------- |
| 2001 | Mastodon / American Heritage Delboy Records       | Erstveröffentlichung: 2003 mit American Heritage          |
| 2001 | Mastodon / High on Fire Relapse Records           | Erstveröffentlichung: 4. März 2003 mit High on Fire       |
| 2005 | Mastodon / Avenged Sevenfold Warner Bros. Records | Erstveröffentlichung: 2005 mit Avenged Sevenfold          |
| 2007 | Mastodon / Deftones Reprise Records               | Erstveröffentlichung: 2007 mit Deftones                   |
| 2011 | Just Got Paid Warner Bros. Records                | Erstveröffentlichung: 16. April 2011 mit ZZ Top           |
| 2012 | A Spoonful Weighs a Ton Reprise Records           | Erstveröffentlichung: 21. April 2012 mit The Flaming Lips |
| 2012 | Feistodon Reprise Records                         | Erstveröffentlichung: 21. April 2012 mit Feist            |
| 2014 | 2014 Tour Sampler Roadrunner Records              | Erstveröffentlichung: April 2014 mit Gojira und Kvelertak |

## Sonderveröffentlichungen
Beiträge für Soundtracks und Kompilationen

Soundtracks sind mit (OST) gekennzeichnet.
| Jahr | Titel                            | Soundtrack / Kompilation                 |
| ---- | -------------------------------- | ---------------------------------------- |
| 2003 | March of the Fire Ants           | MTV2 Headbanger’s Ball                   |
| 2005 | Blood & Thunder                  | Alone in the Dark (OST)                  |
| 2006 | Blood & Thunder                  | MTV2 Headbanger’s Ball: The Revenge      |
| 2006 | The Wolf Is Loose                | Saw III (OST)                            |
| 2007 | Cut You Up with a Linoleum Knife | Aqua Teen Hunger Force Colon Movie (OST) |
| 2008 | Crystal Skull                    | Global Metal (OST)                       |
| 2011 | Just Got Paid                    | Transformers 3 (OST)                     |
| 2011 | Just Got Paid                    | ZZ Top – A Tribute from Friends          |
| 2015 | White Walker                     | Catch the Throne Vol. 2                  |
| 2020 | Rufus Lives                      | Bill & Ted retten das Universum (OST)    |
| 2021 | Forged by Neron                  | Dark Nights: Death Metal Soundtrack      |

## Statistik

### Chartauswertung
|                     | DE    | AT    | CH    | UK    | US    | Rock      |
| ------------------- | ----- | ----- | ----- | ----- | ----- | --------- |
| Nummer-eins-Alben   | DE—DE | AT—AT | CH—CH | UK—UK | US—US | Rock2Rock |
| Top-10-Alben        | DE1DE | AT1AT | CH1CH | UK1UK | US3US | Rock6Rock |
| Alben in den Charts | DE7DE | AT6AT | CH7CH | UK6UK | US9US | Rock9Rock |

|                       | DE    | AT    | CH    | UK    | US    | Rock      |
| --------------------- | ----- | ----- | ----- | ----- | ----- | --------- |
| Nummer-eins-Singles   | DE—DE | AT—AT | CH—CH | UK—UK | US—US | Rock—Rock |
| Top-10-Singles        | DE—DE | AT—AT | CH—CH | UK—UK | US—US | Rock—Rock |
| Singles in den Charts | DE—DE | AT—AT | CH—CH | UK—UK | US—US | Rock2Rock |

|                          | DE    | AT    | CH    | UK    | US    |
| ------------------------ | ----- | ----- | ----- | ----- | ----- |
| Nummer-eins-Videoalben   | DE—DE | AT—AT | CH—CH | UK—UK | US—US |
| Top-10-Videoalben        | DE—DE | AT—AT | CH—CH | UK—UK | US—US |
| Videoalben in den Charts | DE—DE | AT—AT | CH—CH | UK—UK | US1US |

### Auszeichnungen für Musikverkäufe
Anmerkung: Auszeichnungen in Ländern aus den Charttabellen bzw. Chartboxen sind in ebendiesen zu finden.
| Land/RegionAuszeichnungen für Musikverkäufe (Land/Region, Auszeichnungen, Verkäufe, Quellen) | Silber     | Gold | Platin | Verkäufe | Quellen   |
| -------------------------------------------------------------------------------------------- | ---------- | ---- | ------ | -------- | --------- |
| Vereinigtes Königreich (BPI)                                                                 | 2× Silber2 | —    | —      | 120.000  | bpi.co.uk |
| Insgesamt                                                                                    | 2× Silber2 | —    | —      |          |           |